# Tour NRJ
La tour NRJ est le siège social de NRJ Group se trouvant 22 rue Boileau à Paris.
Ce site est desservi par les stations de métro Chardon-Lagache,  Michel-Ange - Molitor et Michel-Ange - Auteuil.